# 卡拉OK版权费
卡拉OK版权费，又称“卡拉OK版税”，全称为“卡拉OK版权授权许可使用费”。其义是指，当量贩式KTV、迷你KTV、酒店、夜总会等卡拉OK经营场所，以营利为目的使用他人音乐的时候，按照法律向音乐作者支付的版税报酬。

## 形成原因
卡拉OK经营行业赖以生存的主要经营资源之一，就是音乐伴唱曲库。这部分作品包含两类作品，即音乐作品和音乐电视作品。音乐作品及音乐电视作品享有著作权法规定的作品权利人应有的全部17项权利，其中对于权利人比较重要的财产权利包括：复制权、表演权、放映权、信息网络传播权等。
根据中国大陆《著作权法》第十条，著作权人对其作品拥有表演权、放映权、复制权等权利，许可他人行使这些权利，依照约定或规定获得报酬。卡拉OK经营者在营业的时候，以营利为目的公开播放了著作权利人的作品，故要支付卡拉OK版权使用费。支付卡拉OK版权费，即是国际通行的惯例，也是中国保护音乐知识产权权益的有效手段。
由市场上购买的原版光盘制品，仅限于家庭及个人欣赏使用，但如果拿到营业场所作为盈利辅助工具加以播放利用，或将作品由音像光盘拷贝到播放系统里面，这样的行为将侵犯到权利人对于作品的复制权、表演权及反映权等权利，已经是严重侵权的违法行为。　　

## 社会影响
在中国大陆，2009年1月9日，由北京大学新闻与传播学院、《中国知识产权报道年度观察》课题组联合评选的2008年“中国知识产权十大新闻”揭晓。由中国音像著作权集体管理协会发起的“卡拉OK音乐版权集中维权”事件，赫然上榜，与“番茄花园”盗版案、奥运知识产权保护事件齐名。
为避免中国大地上再次发生“唱片公司群起诉讼KTV”的江湖混战现象，中国音像著作权集体管理协会于2008年正式成立。从此，卡拉OK经营者在支付版权使用费后，将会得到中国音像著作权集体管理协会颁发的版权使用许可证，合法使用协会管理的全球音乐作品、音像作品和音像制品，避免著作权方面的法律纠纷。
卡拉OK经营者在支付卡拉OK版权使用费后，中国音像著作权集体管理协会将负责解决其所管理的音乐作品、音像作品、音像制品的权利，卡拉OK经营者在按约定支付卡拉OK版权使用费期间内如遇到版权纠纷，协会将协调解决。　　

## 支付主体
应交纳卡拉OK版权使用费的使用者是指提供“卡拉OK服务”的卡拉OK经营场所，包括但不限于量贩式KTV、酒店、夜总会、饭店、旅店、招待所、商场、洗浴中心、舞厅、餐厅、茶座等服务场所。　　

## 各地支付标准
1. 中国大陆
卡拉OK版权费现在是按照每天每终端支付报酬。各省根据自己的经济水平不一致，中国音像著作权集体管理协会制定的标准略有不同。并且更完善的计费系统正在开发中，在不远的将来将会严格按照歌曲的点播频率计费。中国大陆具体各省的标准请参见中国音像著作权集体管理协会网站公告。